# Sybrinus
Sybrinus is een kevergeslacht uit de familie van de boktorren (Cerambycidae). De wetenschappelijke naam van het geslacht werd voor het eerst geldig gepubliceerd in 1900 door Gahan.

## Soorten
Sybrinus omvat de volgende soorten:
- Sybrinus kabateki Teocchi, Jiroux & Sudre, 2007
- Sybrinus albosignatus Breuning, 1948
- Sybrinus crassipes Breuning, 1950
- Sybrinus flavescens Breuning, 1948
- Sybrinus grossepunctipennis Breuning, 1950
- Sybrinus persimilis Breuning, 1950
- Sybrinus sokotrensis Teocchi, Jiroux & Sudre, 2004
- Sybrinus sudanicus Breuning, 1954
- Sybrinus commixtus Gahan, 1900
- Sybrinus simonyi Gahan, 1903
- Sybrinus x-ornatus Teocchi, Jiroux & Sudre, 2007